# Antonio Durán de la Motta
Antonio Durán de la Mota ( 1675-1736) es un compositor musical oriundo de la región surandina. Se desconoce su lugar de nacimiento; dado que era ya presbítero en 1702, su nacimiento debe haber ocurrido hacia 1670.  A principios del siglo XVIII, fue designado maestro de capilla de la iglesia matriz de la Villa Imperial de Potosí en Charcas (actual Bolivia).  Se desempeñó en el cargo hasta su muerte, acaecida en 1736.

## Obra
Como era común para los maestros hispanoamericanos de su época, Durán produjo música en latín (se conservan salmos y lamentaciones) y villancicos, obras religiosas en castellano que con frecuencia contienen elementos populares españoles.  Su catálogo lista alrededor de medio centenar de composiciones sobrevivientes en manuscrito, en las colecciones de Sucre (Archivo y Biblioteca Nacionales de Bolivia) y Cusco (Archivo del Seminario de San Antonio Abad).  Figuran allí obras policorales (sobre todo a siete voces), así como solos, dúos y cuartetos.  Se destacan tres villancicos escritos sobre letras de Sor Juana Inés de la Cruz: "Dios y Joseph apuestan", "Fuego, fuego que el templo se abrasa" y "Queditito airecillos".  
Durán debería haber sido quien compuso la "Loa entre los Coros de la Música" ejecutada en Potosí en celebración del nombramiento del arzobispo de la Plata, Diego Morcillo Rubio y Auñón, como nuevo virrey del Perú durante su visita de 1716.  
Una de sus composiciones más conocidas es un Laudate Pueri a cuatro voces, conservado en Cusco. Esta obra demuestra el peculiar interés del compositor en las texturas contrapuntísticas e intrincadas, así como su depurada y completa técnica de composición.